# Giulio Caradonna
Giulio Caradonna (Roma, 5 febbraio 1927 – Roma, 18 novembre 2009) è stato un politico italiano, del Movimento Sociale Italiano, fu deputato per otto legislature, dal 1958 al 1976 e dal 1979 al 1994.

## Biografia
Figlio del dirigente fascista Giuseppe Caradonna (1891 – 1963), a 16 anni aderì alla Repubblica Sociale Italiana. Nel 1958 è stato eletto alla Camera dei deputati, nel collegio di Roma-Viterbo-Frosinone-Latina, con il MSI. Presidente del "FUAN" fino al 1955, poi segretario del Raggruppamento giovanile studenti e lavoratori fino al 1967, il 16 marzo 1968 guidò, insieme a Giorgio Almirante, Massimo Anderson e Luigi Turchi, i circa 200 militanti di MSI e di Volontari Nazionali che attaccarono la facoltà di Lettere dell'Università di Roma "La Sapienza" per fermare l'occupazione del Movimento Studentesco, tuttavia i neofascisti furono percossi e respinti dagli studenti. Negli anni sessanta fu un confidente, dietro compenso, dell'Ufficio Affari Riservati di Federico Umberto D'Amato, che teneva informato in merito alle attività interne al partito.
Nel 1973, dopo la guerra del Kippur, si recò al Museo dell'Olocausto di Gerusalemme per deporre una corona di fiori. Non venne eletto nel 1976, ma tornò poi in Parlamento nel 1979, dove restò fino al 1994.
Sua cugina Silvana, con cui aveva dei dissapori, fu la leader del coordinamento femminile di tale partito e, per indicarne le militanti coniò il neologismo "Donniste".
Massone, nel 1981 si scoprì che era iscritto alla P2 e per questo fu espulso dal partito, salvo poi essere successivamente riammesso.
Nel 1992 ricevette due voti al decimo scrutinio delle elezioni del Presidente della Repubblica. Non fu ricandidato alle elezioni politiche del 1994 e non ha aderito ad Alleanza Nazionale, visto le forti divergenze ideologiche con il segretario Gianfranco Fini.
Nel 1995 sulle pagine del Corriere della Sera Dario Fertilio lo ha definito l'"ex picchiatore per antonomasia". Pochi giorni dopo, in una lettera al quotidiano, ha negato di avere "mai svolto la funzione di picchiatore", ricordando invece di essere invalido agli arti inferiori. Nel 2000 ha fatto causa all'associazione Isole nella Rete riguardo ad un dossier sul suo passato politico e di picchiatore ospitato sul sito, sostenendo che tali contenuti fossero diffamatori nei suoi confronti e chiedendo un risarcimento. Nel 2004 la domanda è stata rigettata perché infondata.
Ha lavorato con Giuseppe Ciarrapico. Nel 2006 è diventato amministratore unico della sua società "Partecipazioni e Consulenze". Si è dichiarato vicino a Forza Nuova, ma per le elezioni del 2008 ha esortato a votare Il Popolo della Libertà.
Muore a Roma il 18 novembre 2009 all'età di ottantadue anni.